# Verdun (Mosa)
Verdun és un municipi francès, situat al departament del Mosa i a la regió del Gran Est. És conegut per ser l'indret on es signà el Tractat de Verdun l'any 843 i en 1916 durant la primera guerra mundial va tenir lloc la batalla de Verdun.

## Fills il·lustres
- Henry Madin (1696-1748) compositor musical del Barroc
- Jean-François Gerbillon (1654-1707) missioner jesuïta, amb una important activitat a la Xina de la dinastia Qing.